# František Hieke
František Hieke (* 3. Juli 1893 in Roudnice nad Labem; † 17. Februar 1984 in Mladá Boleslav) war ein tschechoslowakischer Soldat, Legionär, Oberst in der Tschechoslowakei sowie als Mitglied der Widerstandsgruppe Obrana národa eine Persönlichkeit des tschechoslowakischen Widerstandes gegen den Nationalsozialismus, später auch im Exil. Er verwendete den Decknamen Petar Stoj.

## Leben
Nachdem Hieke 1913 das Abitur ablegte, besuchte er eine Offiziersschule und kam mit der k.u.k. Armee 1915 an die russische Front, wo er sich nach etwa sechs Wochen in russische Gefangenschaft begab. Er meldete sich umgehend in die Tschechoslowakischen Legionen, weil es dabei jedoch unerwartete Verzögerungen gab, trat er dann in die serbische Armee ein. Nach dem Besuch weiterer militärischer Schulen und Beförderungen befehligte er einige Einheiten bis hin zu einem Bataillon, wurde jedoch im Oktober 1916 schwer verletzt und verbrachte eine Zeit im Krankenhaus in Odessa. Nachdem er in nachrichtendienstlichen Abteilungen tätig war, kehrte er Mitte November in die Tschechoslowakei zurück. Hieke diente zuerst in verschiedenen Abteilungen und besuchte weitere politische wie militärische und nachrichtendienstliche Lehrgänge an der Karlsuniversität und in Akademien des Verteidigungsministeriums. Im Dezember 1936 wurde er dem Generalstab zugeteilt, ab Januar 1939 diente er im Militärischen Nachrichtendienst in der Tschechoslowakei (in der sogenannten 2. Abteilung des Generalstabs).
Nach der Besetzung der Tschechoslowakei wurde Hieke in die Regierungspräsidentschaft einberufen. Zu diesem Zeitpunkt schloss sich Hieke jedoch bereits dem Widerstand gegen die Nationalsozialisten an und arbeitete eng mit der Führungsstruktur der Widerstandsgruppe Obrana národa zusammen. Bereits Ende der 1930er Jahre leitete Hieke eine nachrichtendienstliche Gruppe, mit der er die tschechischen profaschistischen und ultrarechten Kreise, insbesondere in der Politik (so Gajdas Partei Národní obec fašistická und andere) infiltrierte und wichtige Informationen erhielt. Er wurde mit der Fortsetzung dieser Tätigkeit durch Obrana národa beauftragt und aktivierte seine früheren Agenten. Mit diesen gelang es ihm, in die Kreise der tschechischen Faschisten und vor allem in den tschechischen Polizeiapparat vorzudringen, der Kontakte zur Gestapo hatte. Dadurch konnte er wertvolle Informationen über geplante Verhaftungen und andere Aktionen des Protektoratsregimes erhalten.
Weil seine Verhaftung durch die Gestapo bevorstand, entschloss sich Hieke zur Flucht ins Ausland, zuerst nach Jugoslawien. Dort arbeitete er ab Januar 1940 als Militärattaché mit nachrichtendienstlichen Aufgaben in Belgrad (unter dem Decknamen Petar Stoj, für den er sogar von der jugoslawischen Regierung Ausweise ausgestellt bekam), und betreute unter anderem Flüchtlinge aus dem Protektorat Böhmen und Mähren; nachrichtendienstliche Tätigkeit gegen Deutschland gehörte ebenfalls zu seinen Aufgaben. Ab Ende 1940 wirkte Hieke kurzzeitig in Istanbul, wo er mit dem sowjetischen Nachrichtendienst zusammenarbeitete und den Aufbau von Nachrichtendienstverbindungen und Netzen auf dem Gebiet von Bulgarien, Rumänien und Jugoslawien leitete. Im April 1940 arbeitete Hieke in der tschechoslowakischen Militärmission in Moskau. Ab Januar 1942 bis Anfang 1944 war er Militärattaché in Teheran. Danach ging er wieder nach Jugoslawien, wo er bis Oktober 1945 die tschechoslowakische Militärmission leitete und dem Stab von Marschall Tito angehörte.
Nach der Rückkehr in die Tschechoslowakei war Hieke ab dem 20. November 1945 in mehreren Abteilungen des Verteidigungsministeriums in Prag tätig und war zeitweilig stellvertretender Befehlshaber der 12. Division in Litoměřice. Nach der Machtergreifung durch die Kommunisten im Februar 1948 erhielt er zum 1. Oktober 1948 als „unzuverlässige Person“ einen Sonderurlaub, und drei Monate später wurde er pensioniert. 1950 wurde er degradiert, verhört und unter anderem in Leopoldov inhaftiert. Vollständig rehabilitiert wurde Hieke erst 1989.

## Auszeichnungen
Auswahl:
- Tschechoslowakisches Kriegskreuz 1914–1918
- Tschechoslowakische Revolutionsmedaille
- Tschechoslowakisches Kriegskreuz 1939
- Orden des Weißen Adlers (Serbien)
- Sankt-Stanislaus-Orden
- Russischer Orden des Heiligen Georg